# Pfarrkirche St. Johann am Pressen

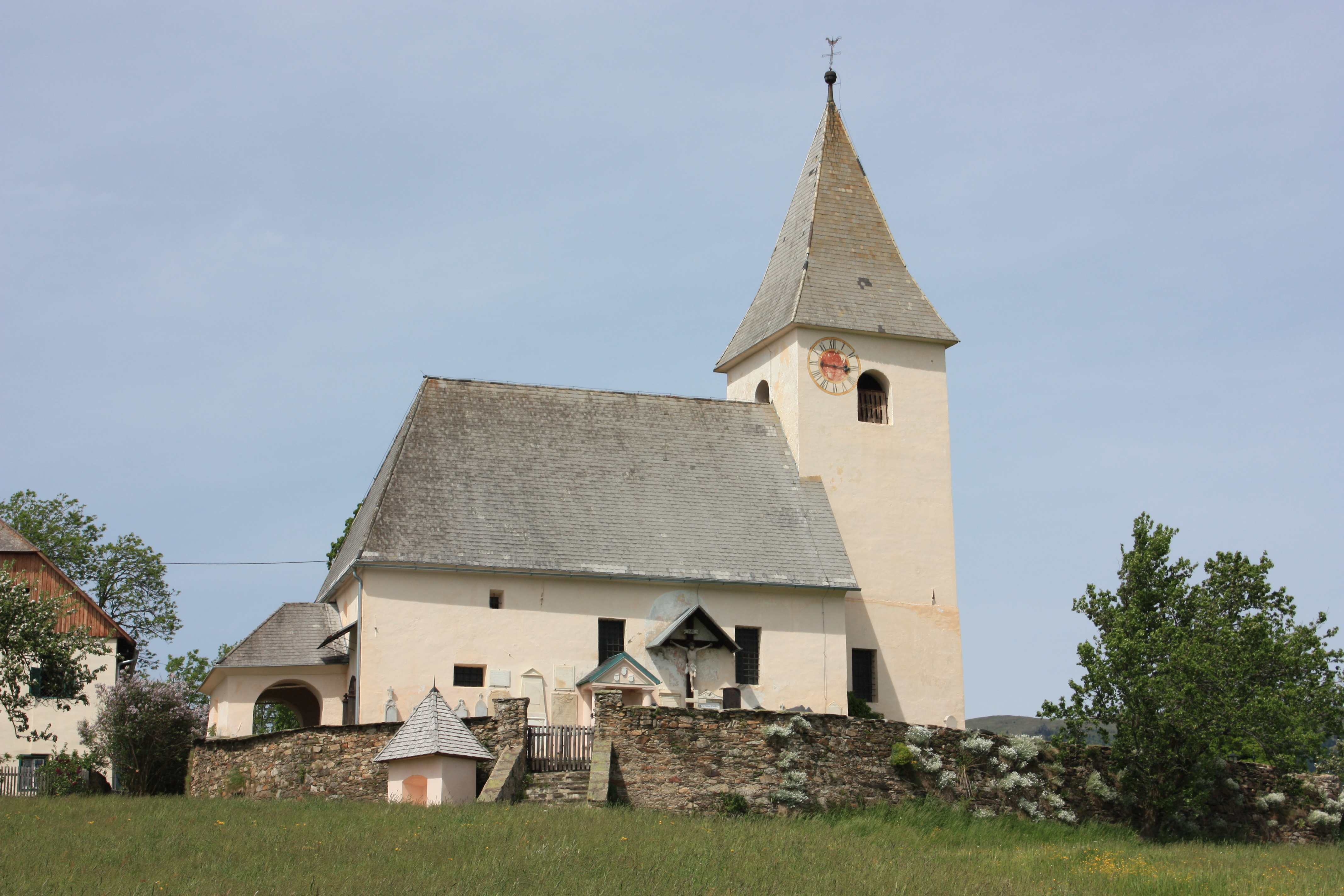

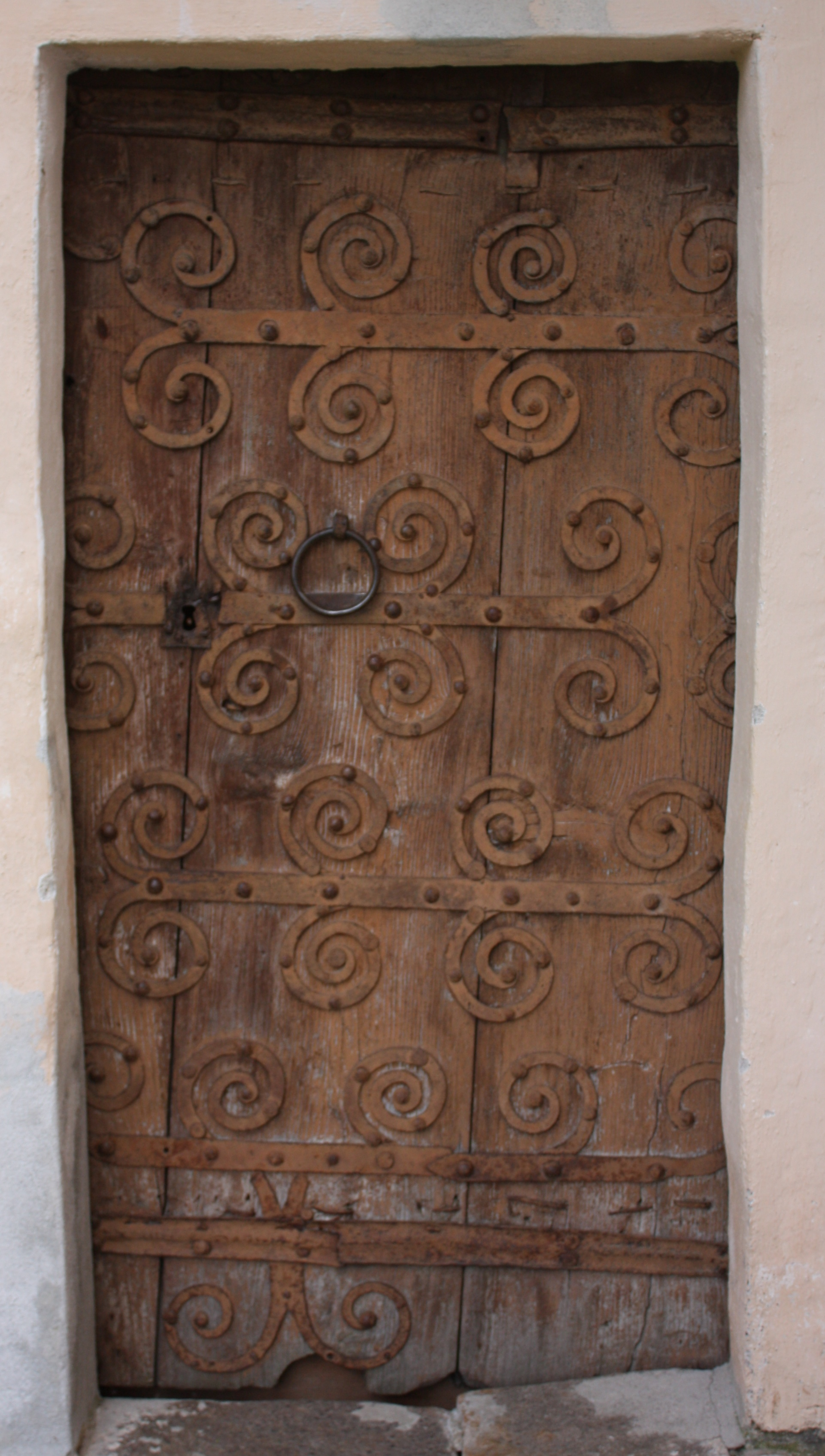
Eisenbeschlagene Türe

Die Pfarrkirche St. Johann am Pressen steht in 1244 Meter Höhe in der gleichnamigen Ortschaft nördlich des Mosnitzgrabens in der Gemeinde Hüttenberg. Die zwischen 1130 und 1135 durch den Salzburger Ministerialen und Kleriker Rudbert errichtete Kirche wurde vor 1160 durch Bischof Roman I. geweiht und steht unter dem Patrozinium des Johannes des Täufers. Um 1708 erfuhr die Kirche barocke Umgestaltungen. Das Kirchengebäude samt Friedhof steht unter Denkmalschutz (Listeneintrag).

## Baubeschreibung
Der romanische Chorturm mit rundbogigen Schallöffnungen wird von einem geschweiften Pyramidenhelm bekrönt. Nördlich vom Turm ist eine spätgotische Sakristei mit wahrscheinlich romanischen Kern angebaut. Das westliche Sakristeiportal ist mit romanischen Beschlägen versehen. An der Langhaussüdwand ist das Grabmal der Gewerken Rauscher von 1829 mit Biedermeier-Ädikula und Eisengussplatte sowie zwei barocke Schmiedeeisenkreuze angebracht. 
Über dem dreijochigen Langhaus erhebt sich ein barockes Kreuzgratgewölbe auf Wandpfeilern. Die Fensteröffnungen wurden barock erneuert. Ein hoher rundbogiger Triumphbogen verbindet das Langhaus und das gerade geschlossene Chorjoch mit Kreuzgratgewölbe. Im Chor finden sich eine Sakramentsnische aus dem 15. Jahrhundert und ein spätgotischer Taufstein mit einer überarbeiteten Schnitzfigur des frühen 16. Jahrhunderts.

## Einrichtung
Dem um 1720 entstandenen barocken Hochaltar wurden in der Mitte des 18. Jahrhunderts Opfergangsportale hinzugefügt. Der Altar trägt eine Taufgruppe sowie die Apostelfürsten Petrus und Paulus. Diese Skulpturen schuf wahrscheinlich Johann Pacher. Den Tabernakel schmückt eine zierliche Kreuzigungsgruppe aus dem ersten Viertel des 18. Jahrhunderts.
Der linke Kreuzaltar stammt aus der Mitte des 18. Jahrhunderts. Am rechten Seitenaltar aus der Mitte des 17. Jahrhunderts ist auf der Mensa ein Christus Salvator aus dem ersten Viertel des 18. Jahrhunderts dargestellt.
Die Kanzel ist durch Chronogramm mit 1776 bezeichnet. Das Relief am Kanzelkorb zeigt die Predigt des Johannes des Täufers. Am Kanzelkorb ist eine Hand mit Kreuz angebracht.
Die Kirche besitzt barocke Konsolstatuen der heiligen Josef, Johann Nepomuk und Martin.
In der nördlichen Triumphbogenlaibung ist eine römerzeitliche Grabinschrift für das einheimische Ehepaar Silvanus und Togia eingemauert. Ein weiteres Grabinschriftenfragment dient als Platte auf der Altarmensa.